# 대구광역시의 축제 목록
2018년 기준 대구광역시에서 열리는 잔치는 총 17개다.

## 대구광역시의 축제
| 지역       | 축제명                   | 개최시기    | 주요 내용                                                                                          | 주최/주관                                                   |
| ---------- | ------------------------ | ----------- | -------------------------------------------------------------------------------------------------- | ----------------------------------------------------------- |
| 대구광역시 | 대구국제패션문화페스티벌 | 10월        | 패션갈라쇼, 리얼클로스 패션쇼, 익스트림 패션쇼, 신진디자이너 컬렉션                                | 대구광역시, 문화체육관광부, 한국패션산업연구원              |
| 대구광역시 | 대구국제뮤지컬페스티벌   | 6월 ~ 7월   | DIMF 뮤지컬 스타, 딤프린지, 열린 뮤지컬 특강, 뮤지컬 스타데이트, 백스테이지 투어 등                | 대구광역시, (사)대구국제뮤지컬페스티벌                      |
| 대구광역시 | 컬러풀 대구 페스티벌     | 5월         | 대구광역시                                                                                         | 대구광역시                                                  |
| 대구광역시 | 대구 약령시 축제         | 5월         | 약초꽃잔치 한마당, 한약재썰기 경연, 청년 허준 선발대회, 한방무료진료, 한약달이기 시연              | 대구광역시, 중구청, (사)약령시 보존위원회                   |
| 대구광역시 | 대구 치맥 페스티벌       | 7월         | 치맥 프리미엄부스, 치맥 라이브펍, 수제맥주존, 시민참여공연, 외국인전용존, EDM파티, 축하공연 등     | 대구광역시, (사)한국치맥산업협회/대구치맥페스티벌조직위원회 |
| 대구광역시 | 대구 국제 오페라 축제    | 10월 ~ 11월 | 오페라공연, 스토리하우스, 오페라 갈라 콘서트, 백 스테이지 투어, 오페라카페, 영화 속 오페라         | 대구광역시                                                  |
| 남구       | 대덕제                   | 5월         | 화합체육대회, 국악과 양악의 만남, 가구 명장전, 설치미술전, 통기타 연주회 등                        | 남구, 남구문화원                                            |
| 달서구     | 와룡민속한마당           | 5월         | 체육대회, 노래자랑, 풍물놀이, 씨름대회 등                                                          | (재)달서문화재단, 달서구체육회                              |
| 달성군     | 비슬산 참꽃제            | 4월         | 비슬산 산신제, 경축공연, 장승세우기, 참꽃시 낭송회, 산상음악회, 등반대회 등                        | 달성군, 달성문화원                                          |
| 동구       | 팔공산 단풍축제          | 10월        | 단풍길걷기, 단풍가요제, 전통두부 제조시연 및 순두부 무료시식, 단풍, 전통놀이 체험마당, 풍물놀이 등 | 갓바위 상가번영회                                           |
| 북구       | 북구문화예술제           | 10월        | 공연 및 전시                                                                                       | 행복북구문화재단                                            |
| 서구       | 달구벌목민관 퍼레이드    | 10월        | 날뫼 설화를 배경으로 한 목민관 부임행차 거리퍼레이드                                               | 대구광역시 서구청                                           |
| 수성구     | 들안길푸드페스티벌       | 9월         | 별미전통음식품평회, 맛자랑 콘테스트                                                                | (제)수성문화재단, 들안길먹거리타운번영회                    |
| 수성구     | 수성못페스티벌           | 9월 말      | | 수성구/수성문화재단                                         |
| 중구       | 동성로 축제              | 5월         | 동성로대학가요제, 섬유패션쇼, 가요/댄싱/Jazz 연주회,고객 모델 선발 대회 등                         | 중구, 동성로 상가번영회                                     |
| 중구       | 봉산 미술제              | 10월        | 봉산미술제행사, 축하공연, 열림굿, 거리굿, 기념강연회, 작가와의 만남행사                            | 중구, 봉산문화협회                                          |
| 중구       | 서문시장 축제            | 10월        | 부보상행렬, 풍물패, 길놀이등 많은행사가있다                                                        | 서문시장 상가연합회                                         |
| 군위군     |                          |             | |                                                             |

## 같이 보기
- 서울특별시의 축제 목록
- 부산광역시의 축제 목록
- 인천광역시의 축제 목록
- 광주광역시의 축제 목록
- 대전광역시의 축제 목록
- 울산광역시의 축제 목록
- 세종특별자치시의 축제 목록
- 경기도의 축제 목록
- 강원특별자치도의 축제 목록
- 충청북도의 축제 목록
- 충청남도의 축제 목록
- 전북특별자치도의 축제 목록
- 전라남도의 축제 목록
- 경상북도의 축제 목록
- 경상남도의 축제 목록
- 제주특별자치도의 축제 목록